# Towarzystwo Ogrodów Jordanowskich
Towarzystwa Ogrodów Jordanowskich – polska organizacja społeczna powstała w 1929 roku. Nazwa "Towarzystwo Ogrodów Jordanowskich" była w powszechnym użyciu, mimo iż formalnie organizacja nosiła miano Towarzystwa Przyjaciół I Ogrodu Jordanowskiego - "pierwszego", gdyż jego działacze opiekowali się I Ogródem Jordanowskim w Warszawie przy ulicy Bagatela. W 1932 roku zostało przekształcone w Warszawskie Towarzystwo Ogrodów Jordanowskich.
Propagowało ono i wspierało zakładanie ogrodów zwanych "ogrodami jordanowskimi" wedle wzorców opracowanych przez Henryka Jordana. Pierwszy tego typu park utworzono w Krakowie w 1888 roku. Do przełomu XIX i XX wieku powstawały one w miastach galicyjskich, a wkrótce potem także w Warszawie, Płocku, Kaliszu i Lublinie. Po śmierci Henryka Jordana idea "ogrodów-zabaw i ćwiczeń" podupadła, a obecnie ogrody jordanowskie pełnią rolę placówek opiekuńczo-wychowawczych dla dzieci.